# Primaires présidentielles du Parti républicain américain de 1996
Les primaires présidentielles du Parti républicain américain de 1996 sont des élections internes au parti républicain ayant désigné Bob Dole comme candidat à l'élection présidentielle américaine de 1996.